# Борец свирепый
Боре́ц свире́пый, или Боре́ц ди́кий , или Акони́т свирепый (лат. Aconítum férox) — вид многолетних травянистых ядовитых растений рода Борец (Aconitum) семейства Лютиковые (Ranunculaceae).
Считается наиболее ядовитым видом рода, содержащим алкалоиды более сильные, чем аконитин. 
Древние ведийские тексты описывают использование этого растения для приготовления яда, который применялся на стрелах и копьях в древней Индии.

## Ботаническое описание
Борец свирепый — многолетнее травянистое растение, достигает 1—1,5 м в высоту.
Листья — пальчаторассечённые, верхние — сидячие, нижние — черешковые.
Цветки — синего цвета, с пятилистной чашечкой, с верхним листком в виде шлема, собраны в соцветие кисть.

## Распространение
Распространён на полуострове Индостан: Бутан, Индия, Непал.

## Таксономия
Вид Борец свирепый входит в род Борец (Aconitum) трибы Живокостные (Delphinieae) подсемейства Лютиковые (Ranunculoideae) семейства Лютиковые (Ranunculaceae) порядка Лютикоцветные (Ranunculales).
|  |                       |  |                                               |                                               |                                         |  | ещё четыре подсемейства (согласно Системе APG II) | ещё четыре подсемейства (согласно Системе APG II) |                                           |  |  |  | ещё 2 рода              | ещё 2 рода         |  |  |
|  |                       |  |                                               |                                               |                                         |  | ещё четыре подсемейства (согласно Системе APG II) | ещё четыре подсемейства (согласно Системе APG II) |                                           |  |  |  | ещё 2 рода              | ещё 2 рода         |  |  |
|  |                       |  |                                               | семейство Лютиковые                           |                                         |  |                                                   |                                                   | триба Живокостные                         |  |  |  |                         | вид Борец свирепый |  |  |
|  |                       |  |                                               | семейство Лютиковые                           |                                         |  |                                                   |                                                   | триба Живокостные                         |  |  |  |                         | вид Борец свирепый |  |  |
|  | порядок Лютикоцветные |  |                                               |                                               | подсемейство Лютиковые (Ranunculoideae) |  |                                                   |                                                   | род Борец, или Аконит                     |  |  |  |                         |                    |  |  |
|  | порядок Лютикоцветные |  |                                               |                                               |                                         |  |                                                   |                                                   |                                           |  |  |  |                         |                    |  |  |
|  |                       |  | ещё десять семейств (согласно Системе APG II) | ещё десять семейств (согласно Системе APG II) |                                         |  |                                                   | ещё восемь триб (согласно Системе APG II)         | ещё восемь триб (согласно Системе APG II) |  |  |  | ещё от 250 до 300 видов |                    |  |  |
|  |                       |  |                                               | ещё десять семейств (согласно Системе APG II) |                                         |  |                                                   |                                                   | ещё восемь триб (согласно Системе APG II) |  |  |  |                         |                    |  |  |